# Upplands runinskrifter 808
Upplands runinskrifter 808 står på östra sidan vägskälet där landsvägen mellan Biskopskulla kyrka och Fröslunda kyrka möter vägen mot Hamra. Runstenen visar en mycket fin ornamentik med två invecklade rundjur. Vid skogskanten ca 10 m bakom runstenen står en till rest sten utan inskrift.
Stenen är 2,07 meter hög. Ristningsytans bredd är 1,48 meter.

## Inskriften
Inskriften börjar vid huvudet av det rundjuret som tittar åt vänster, fortsätter längs rundjuret till dess svans. Den andra delen av inskriften börjar sedan på det andra rundjurets svans, ovanför det första rundjurets huvud för att sluta vid det andra rundjurets huvud.

### Inskriften i runor
ᚴᛁᛋᛚ᛫ᛅᚢᚴ᛫ᚾᚴᛁᛘᚢᚾᛏᚱ᛫ᚴᚭᚦᛁᛦ᛫ᛏᚱᛂᚴᛅᛦ᛫ᚴᛂᚱᚢᛅ᛫ᛚᛁᛏᚢ᛫ᛘᛂᚱᚴᛁ᛫ᛅᛏ᛫ᚼᛅᛚᚠᛏᛅᚾ
ᚠᛅᚦᚢᚱ᛫ᛋᛁᚾ᛫ᛅᚢᚴ᛫ᛅᛏ᛫ᛅᚤᛏᛁᛋᛁ᛫ᛘᚭᚦᚢᚱ᛫ᛋᛁᚾᛅ᛫ᚴᚢᚦ᛫ᚼᛁᛂᛚᛒᛁ᛫ᛋᛅᛚ᛫ᚼᛂᚾᛅᛦ᛫ᚢᛂᛚ᛫ᚾᚢ

### Inskriften i translitterering
* kisl * auk * nkimuntr * koþiR ' trekaR ' kerua * litu * merki * at * halftan '*
faþur ' sin ' auk ' at ' aytisi * moþur ' sina * kuþ ' hielbi * sal * henaR ' uel nu ' 

### Inskriften i normalisering
Gisl ok Ingimundr, goðiR drængiaR, gærva letu mærki at Halfdan,
faður sinn, ok at Øydisi, moður sina. Guð hiælpi sal hennaR vel nu.

### Inskriften i översättning
"Gisl och Ingemund, goda unga män, läto göra minnesmärket efter Halvdan,
sin fader, och efter Ödis, sin moder. Gud hjälpe nu väl hennes själ."

## Historia
Runmästaren Balle var aktiv under den senare hälften av 1000-talet och har lämnat ett tjugotal runstenar i Uppland. U 808 bär ingen signatur men huggteknik, ornamentik, skrivningar och runformer tyder på att stenen ristats av Balle.
Runstenen och den andra stenen utan inskrift restes år 1926 på sina nuvarande platser.